# Le Mur de l'Atlantique
Pour plus de détails, voir Fiche technique et Distribution.
Le Mur de l'Atlantique est un film franco-italien, réalisé par Marcel Camus et sorti en 1970. Il s'agit du dernier film de Bourvil, qui meurt la même année.

## Synopsis
Durant la Seconde Guerre mondiale, sous l'Occupation, peu avant la bataille de Normandie, Léon Duchemin, un paisible restaurateur que sa femme a quitté vingt ans auparavant, vit en compagnie de Maria, sa sœur farfelue, et de sa fille Juliette, devenue une jeune femme. Ses clients représentent toute la société du village, allant du chauffeur de Rommel, aux résistants et aux trafiquants du marché noir.
Un soir, durant un raid aérien, Jeff, un aviateur britannique dont l’avion a été abattu, tombe quasiment dans la chambre de Juliette. Le lendemain, Léon est pris pour le peintre Charlus et emmené à la Kommandantur pour un travail de peinture. Il emporte par inadvertance un plan secret concernant les fortifications du mur de l'Atlantique. Jeff comprend l’intérêt de la découverte faite par Léon, les deux hommes passent en Angleterre. Léon se retrouve alors dans un camp d'entraînement de l'armée britannique, sous les ordres de Jeff lui-même. Il ne sait pas encore que sa fille Juliette est enceinte et que l’aviateur va devenir son gendre.

## Fiche technique
- Titre original : Le Mur de l'Atlantique
- Titre italien : Un elmetto pieno di... fifa
- Réalisation : Marcel Camus
- Assistant réalisation : Alain Corneau
- Scénario : d'après une idée du colonel Rémy
- Adaptation : Marcel Jullian, Marcel Camus
- Dialogues : Marcel Jullian
- Décors : Pierre Guffroy, assisté de Albert Rajau
- Ensemblier : Guy Maugin
- Costumes : Michèle Richer
- Maquillages : René Daudu
- Habilleuse : Annie Marolt, Rose Daver, Denise Duke
- Photographie : Alain Levent
- Cadrages : Armand Marco, assisté de Roger Gleize, Pierre Levent
- Son : Jean-Pierre Ruh, assisté de Guy Odet
- Mixage son : Jacques Carrère, Claude Volland
- Montage : Andrée Feix, assistée de Arlette Lalande
- Musique : Claude Bolling (Éditions Bleu, Blanc, Rouge)
- Assistant réalisateur séquences actions : Claude Carliez, séquences voitures motos : Rémy Julienne
- Artificier : Ruggieri
- Accessoiriste, effets spéciaux : Roger Bollengier
- Conseiller pour l'aviation : Henri Hugen
- Collection de voitures et motos : Jean Marratier
- Photographe de plateau : Jean Klissak
- Script-boy : Patrick Aubree
- Administrateur : Jacques Drouard
- Régisseur général : Roger Ferret
- Directeur de production : Roger Scipion
- Directeurs adjoints : Alexandre de Grunwald et Bruna Drigo
- Producteur exécutif : Georges de Beauregard
- Sociétés de production : SNC (Société nouvelle de cinéma, France), Les Productions Georges de Beauregard (France), Fono Roma (Italie)
- Sociétés de distribution : SNC (Société nouvelle de cinéma, France), Les Films Impéria (France), Les Films du Tétras (France), Pandora (étranger)
- Pays d'origine :  France,  Italie
- Format : 35 mm — couleur par Eastmancolor — 2.35:1 (Scope) — son monophonique
- Tirage : Laboratoire GTC Joinville
- Durée : 107 minutes
- Genre : comédie, film de guerre
- Date de sortie : 14 octobre 1970
- (fr) Classification CNC : tous publics (visa d'exploitation no 31650 délivré le 13 octobre 1970)
- Affiche : Jacques Vaissier (France)

## Distribution
- Bourvil : Léon Duchemin, le restaurateur normand
- Peter McEnery : Jeff, l'officier britannique, parachuté
- Sophie Desmarets : Maria Duchemin, la sœur de Léon
- Jean Poiret : Armand, le chef de la résistance, agent double chez les Allemands
- Reinhard Kolldehoff : l'adjudant-chef Heinrich Jakobus Steinbichler dit « Totor »
- Sara Franchetti : Juliette Duchemin, la fille de Léon
- Pino Caruso : le lieutenant Friedrich, chauffeur de Rommel
- Terry-Thomas : le commandant Perry
- Roland Lesaffre : le faux résistant bourré de tics
- Jacques Balutin : un gendarme résistant
- Jean-Pierre Zola : le colonel Muller
- Georges Staquet : Hippolyte, le chef des résistants
- Jacques Préboist : Ernest
- John Eppler (en) : Erwin Rommel
- Patrick Préjean : un officier britannique
- Annabel Leventon (en) : Sybil
- Jackie Sardou : Angèle Charlus
- Janine Dill : une passante
- Antoine Baud : le feldgendarme
- Guy Delorme : un marin allemand
- Rico Lopez : Albert
- Anthony Stuart : un officier britannique
- Pierre Decazes : un soldat SS
- Roger Lumont : le cuisinier français
- Jess Hahn : un colonel britannique
- Michel Robin : le cordonnier
- Rudy Lenoir : un sous-officier allemand
- Robert Le Béal : un officier britannique
- Jean Rupert : l'ordonnance
- Yvon Lec : Charles
- Fernand Guiot : le caporal de Totor
- William Mervyn : l'évêque, père de Jeff
- Billy Kearns : le commandant du camp
- Marcel Gassouk : un caporal allemand
- Jean Moulart : un policier de la Gestapo
- Frank Williams : le premier clergyman
- Gerald Campian : le second clergyman
- Peter Myers : un colonel R.A.F
- Roger Guillo : Prunier, un cuisinier
- Paul Savatier : un gardien de prison
- Roger Mailles : un gendarme
- Bernard Saint-Jacques : un soldat SS
- Gilbert Roimarnier : un sous-officier allemand
- René Rall : un policier de la Gestapo
- Roger Trapp : un clochard en prison
- Norman Mitchell : le premier bobby
- Stephen Yardley : le second bobby
- Guy Allombert : un officier allemand
- Bill Horsley : un planton de la R.A.F
- Yvon Lec : Gédéon Charlus
- Jacques Marbeuf : un sous-officier allemand
- Lucien Privat : doublure de Bourvil dans les cascades (non crédité)
- Patrick Denaud: un soldat allemand
- Le chat Réglisse Menthe

## Production

### Genèse
La scène où Léon Duchemin emporte par inadvertance un plan secret concernant les fameux V1 est une histoire véridique. Elle met en scène l'histoire de René Duchez peintre en bâtiment, résistant français membre du réseau Centurie, qui réussit à subtiliser une carte du Cotentin indiquant l'emplacement de toutes les défenses, obstacles sous-marins, barrières sur les plages, passages dans les champs de mines (les vrais et les faux) jusqu'au moindre petit abri.
Le scénario comporte une erreur historique. En effet, dans la mesure où l'on sait que Léon Duchemin a passé un an en Angleterre, puis qu'il est revenu en France quelques jours avant le débarquement, on peut situer le début de l'action au printemps 1943. À ce moment-là, il est clairement mis en avant que les troupes allemandes en Normandie sont sous les ordres du maréchal Rommel, ce qui est inexact d'un point de vue historique. En effet, Rommel n'est affecté en France qu'à partir de novembre 1943 en tant qu'inspecteur général du mur de l'Atlantique, fonction qu'il cumule avec celle de commandant du groupe d'armée B à partir de janvier 1944.

### Casting
- C'est le dernier film où Bourvil tient un des rôles principaux. Il meurt juste avant les sorties du Cercle Rouge et du Mur de l'Atlantique.
- Troisième et dernier film où Bourvil et Terry-Thomas sont partenaires, après La Grande Vadrouille (1966) et Gonflés à bloc (1969).
- John Eppler (en), qui tient le rôle du maréchal Rommel, a été espion pour le compte du vrai Rommel pendant la Seconde Guerre mondiale.
- Jackie Sardou est créditée sous le nom de Jackie Rollin dans le générique du film ; elle utilisa ce nom de scène jusqu'à la mort de son mari Fernand Sardou en 1976.

### Tournage
- Début des prises de vues : à partir du 6 avril 1970.
- Extérieurs :  
  - Angleterre : Londres,
  - France : Barfleur, Saint-Vaast-la-Hougue (Manche), camp militaire de la Frileuse de Beynes (Yvelines), Chauvry (Val-d'Oise), lac de Saint-Martin-du-Tertre (Val-d'Oise)., Magny-en-Vexin, Saint-Leu-la-Forêt et Vigny
- Intérieurs[3] : studios Éclair (Épinay-sur-Seine).

### Chansons
- God Bless Rugby, paroles de Jack Fischman et musique de Claude Bolling, interprétée par Bourvil[4].
- Kamerad wenn die Rosen blühn, paroles de Josua Röckelein et musique de Claude Bolling, interprétée par Bourvil[5].